# Ivar Castenschiold
Ivar Christian Holten Castenschiold (født 20. juni 1942 i Hellerup) er en dansk  hofjægermester og fhv. stormester for "Den Danske Johanniterorden" (2006-2010) stiftet i 1934 i København inspireret af Johanniterordenen.
Han er søn af Carl Henrik Christian Castenschiold til Borreby ved Skælskør (1907-1971) og Karen Margrethe f. Thomsen. Han voksede op på Borreby, er realist fra Tølløse Kostskole 1959 og gennemgik maskinarbejderuddannelse i F.L. Smidth 1963. 
Han blev 3. marts 1973 gift i Ønslev Kirke med kammerdame, godsejer og hofjægermesterinde Anne Dorothea Agnethe "Pjums" Tesdorpf, datter af Axel Valdemar Tesdorpf til Pandebjerg på Falster, hvor han siden var landmand.
Han var i ni år byrådsmedlem for Borgerliste G i Nykøbing Falster Kommune. Fra sit 22. til 60. år var han i Forsvaret: Livgarden og Hjemmeværnet.
2004 modtog han Fortjenstmedaljen i sølv.